# بر فراز باد
| بررسی انتقادی | بررسی انتقادی |
| منبع          | رتبه‌بندی      |
| ------------- | ------------- |
| آل‌میوزیک      | [ ۱ ]         |

بر فراز باد یک آلبوم تک‌نوازی سنتور از اردوان کامکار، سنتورنواز ایرانی است که در سال ۱۳۷۸ توسط کانون فرهنگی هنری نی‌داوود پخش شد. مدتی بعد توسط ناشر برون‌مرزی Traditional Crossroads هم در بیرون ایران با جلدی متفاوت پخش شد.این آلبوم شش قطعه دارد و اردوان کامکار درباره قطعات می‌گوید:«این قطعات با تکیه بر گوهر و سرچشمه ذهنی فن و تجربه‌های پیشین دیگران در متن ملودی‌های زیبا تبلور یافته بود، در واقع تلاش داشتم با ادامه این رویه بتوان به دانش و زبانی ویژه و علمی به سنتورنوازی معاصر رسید».

## فهرست ترانه‌ها
1. «یاد یاران»
2. «رقص باد»
3. «سه قطره خون»
4. «آذری»
5. «یورتمه»
6. «زاگرس»